# Steve McQueen
Terence Stephen McQueen (Beech Grove, 24 de março de 1930 – Ciudad Juárez, 7 de novembro de 1980) foi um ator norte-americano lembrado pelos filmes de ação que protagonizou.
Apelidado de "The King of Cool" e considerado um dos maiores atores das décadas de 60 e 70, em 1974 tornou-se o astro do cinema mais bem pago do mundo. Piloto ávido de motocicletas e carros, passava os finais de semana competindo em corridas de moto enquanto estudava atuação — isso contribuiu para que o próprio realizasse suas cenas de ação, dispensando o uso de dublês especialmente durante as cenas de perseguição em alta velocidade. McQueen também desenhou e patenteou um assento e transbrake para carros de corrida.

## Biografia
Steve foi menino de fazenda, conviveu com hippies, delinquentes e transviados. Passou dois anos num reformatório da Califórnia e aos quinze anos abandonou a sua família para ser marinheiro, carregador, empregado de posto de gasolina e vendedor. A sorte chegou quando resolveu ganhar quinze dólares por semana para dizer um pequeno diálogo por noite num teatro off na Broadway.
Ele mesmo se definia como um indomável cínico, rebelde e nada bonito, e sempre procurou personagens obcecados por uma ideia, nada românticos e sem o estereótipo do galã. Ao chegar a Hollywood, na década de 1950, foi logo saudado como o sucessor de James Dean.
McQueen começou fazendo diversos papéis em séries de TV. Entre 1958 e 1961 estrelou Wanted: Dead or Alive, série faroeste para a CBS, que rendeu noventa e quatro episódios. Começou no cinema num papel não creditado em Marcado pela Sarjeta (Somebody Up There Likes Me, 1956), estrelado por Paul Newman. McQueen continuou a se equilibrar entre o cinema e a TV até que tirou a sorte grande ao conseguir um dos principais papéis de The Magnificent Seven (1960), faroeste clássico de John Sturges, com Yul Brynner comandando um elenco repleto de outros jovens candidatos a astros, como Robert Vaughn, James Coburn e Charles Bronson.
Filmes como The Great Escape (1963), também de John Sturges, The Sand Pebbles (1966), de Robert Wise e, principalmente, Bullitt (1968), de Peter Yates, estabeleceram McQueen como o típico durão hollywoodiano, versão anos 1960, papel que ele herdou de Humphrey Bogart, John Wayne e outras lendas do passado e transmitiria a nomes como Clint Eastwood, Bruce Willis e Sylvester Stallone.
Na década seguinte, o sucesso continuou em diversas películas bem acolhidas pelo público, como Papillon (1973), de Franklin J. Schaffner, e The Towering Inferno (1974), de John Guillermin e Irwin Allen. No entanto, McQueen era um solitário por natureza e sua insociabilidade atingiu o ápice entre 1974 e 1978, quando preferia ficar trancado em casa, bebendo cerveja e engordando. Chegou a recusar convites milionários, como para atuar em Apocalypse Now, de Francis Ford Coppola, ou trabalhar ao lado de Sophia Loren. Seu único interesse eram os carros; o ator chegou ao ponto de pedir a seu mecânico para ler os roteiros que recebia e mostrar a ele apenas os mais interessantes. Finalmente, voltou ao cinema no fracassado An Enemy of the People (O Inimigo do Povo, 1978), de George Schaefer, drama adaptado da peça de Henrik Ibsen. Sua última atuação foi no thriller The Hunter (Caçador Implacável, 1980), de Buzz Kulik, já debilitado pela doença que o levaria à morte.
McQueen casou-se três vezes, a primeira com a cantora e dançarina Neile Adams (1956–1972), com quem teve seus dois filhos. Em seguida casou-se com a atriz Ali MacGraw (1973–1978), que conheceu durante as filmagens de The Getaway (1972), de Sam Peckinpah, e por último com Barbara Minty (janeiro a novembro de 1980). Os dois primeiros terminaram em divórcio.
O ator foi vítima de um mesotelioma, câncer na membrana que envolve os pulmões e é por vezes chamado de "a doença do amianto". Quando faleceu possuía sua própria empresa cinematográfica, a Solar. Seu corpo foi cremado, e suas cinzas espalhadas no Oceano Pacífico.
Steve era apaixonado por motocicletas e a sua primeira foi uma Indian Chief modelo 1946 e tornou-se colecionador de motos clássicas, chegando a possuir mais de 100 modelos. Nas décadas de 1960 e 1970, possuiu equipe e participou de competições esportivas e desta maneira, em 1999 foi introduzido no Motorcycle Hall of Fame.
Steve era pai de Terry Leslie McQueen e também do ator e piloto de corridas Chad McQueen, conhecido pelo personagem Dutch em The Karate Kid (1984), The Karate Kid Part II (1986), além de ter atuado em outros filmes como New York Cop (O Tira de Nova York, 1993), entre outros. Além disso, Steve também era avô do ator Steven R. McQueen, filho de Chad McQueen. Steven R. McQueen é conhecido pelo personagem Jeremy Gilbert na série de televisão The Vampire Diaries (Diários de Um Vampiro) e também pelos personagens Jimmy Borrelli em Chigago Fire (Chicago Fire: Heróis contra o Fogo) e Kyle Hunter em Everwood (Everwood: Uma Segunda Chance), entre outros.

## Filmografia
Todos os títulos em português referem-se a exibições no Brasil.
- 1956 - Marcado Pela Sarjeta (Somebody Up There Likes Me); não creditado
- 1957 - Império de um Gangster (Never Love a Stranger)
- 1958 - A Bolha Assassina (The Blob)
- 1958 - O Grande Roubo de St. Louis (The Great St. Louis Bank Robbery)
- 1959 - Quando Explodem as Paixões (Never So Few)
- 1960 - Sete Homens e um Destino (The Magnificent Seven)
- 1961 - A Máquina do Casamento (The Honeymoon Machine)
- 1962 - O Inferno É Para os Heróis (Hell Is for Heroes)
- 1962 - O Amante da Guerra (The War Lover)
- 1963 - Fugindo do Inferno (The Great Escape)
- 1963 - Quanto Vale um Homem (Soldier in the Rain)
- 1963 - O Preço de um Prazer (Love with the Proper Stranger)
- 1964 - O Gênio do Mal (Baby, the Rain Must Fall)
- 1965 - A Mesa do Diabo (The Cincinnati Kid)
- 1965 - Nevada Smith (Nevada Smith)
- 1966 - O Canhoneiro do Yang-Tsé (The Sand Pebbles)
- 1968 - Crown, O Magnífico (The Thomas Crown Affair)
- 1968 - Bullitt (Bullitt)
- 1969 - Os Rebeldes (The Reivers)
- 1971 - As 24 Horas de Le Mans (Le Mans)
- 1972 - Dez Segundos de Perigo (Junior Bonner)
- 1972 - Os Implacáveis (The Getaway)
- 1973 - Papillon (Papillon)
- 1974 - Inferno na Torre (The Towering Inferno)
- 1978 - O Inimigo do Povo (An Enemy of the People)
- 1980 - Tom Horn (Tom Horn)
- 1980 - Caçador Implacável (The Hunter)